# Giovanni Nuvoli
Giovanni Nuvoli (Alghero, 15 dicembre 1953 – Alghero, 23 luglio 2007) è stato un attivista italiano.
Rimase sei anni malato di sclerosi laterale amiotrofica ed è stato un attivista per il riconoscimento del diritto di opporsi all'accanimento terapeutico.
Quando era ormai completamente paralizzato, chiese più volte ai medici che gli staccassero il respiratore artificiale che lo manteneva in vita. Il medico anestesista Tommaso Ciacca, che il 10 luglio 2007 stava per eseguire le sue volontà, fu bloccato dall'intervento dei carabinieri di Alghero e della procura di Sassari. A seguito di ciò, il 16 luglio 2007 Giovanni Nuvoli iniziò uno sciopero della sete e della fame che lo portò alla morte il 23 luglio 2007.